# Salsola ruschii
Salsola ruschii är en amarantväxtart som beskrevs av Paul Aellen. Salsola ruschii ingår i släktet sodaörter, och familjen amarantväxter. Inga underarter finns listade i Catalogue of Life.